# Kevin Skinner
Pour les articles homonymes, voir Skinner.

a Compétitions nationales et continentales officielles uniquement.

b Matchs officiels uniquement.
Dernière mise à jour le 29 novembre 2009.
Kevin Lawrence Skinner, né le 24 novembre 1927 à Dunedin (Nouvelle-Zélande) et mort le 21 juillet 2014, est un joueur de rugby à XV qui jouait avec l'équipe de Nouvelle-Zélande. Il évoluait comme pilier.

## Biographie
En 1947, Kevin Skinner est champion de boxe de Nouvelle-Zélande dans la catégorie poids lourds. L'année suivante il débute dans le rugby à haut niveau avec la province de Otago. Il fait ses débuts avec l'équipe de Nouvelle-Zélande le 16 juillet 1949 à l'occasion d'un match contre l'équipe d'Afrique du Sud. Les All Blacks perdent les quatre rencontres dans une série historique pour les Springboks. Kevin Skinner joue quatre rencontres contre les Lions britanniques en tournée en 1950, les All Blacks l'emportent trois fois et concèdent un match nul.
Kevin Skinner participe ensuite à une série en Australie contre les Australiens en 1951 conclue par deux victoires et une défaite. Ces mêmes Australiens viennent en 1952 en Nouvelle-Zélande, Kevin Skinner est le capitaine des All Blacks. En 1953-1954 il est sélectionné à cinq reprises avec les All Blacks, qui font une tournée en Europe et en Amérique du Nord. Il perd avec les All Blacks contre le pays de Galles 8-13. Il participe ensuite à la victoire contre l'Irlande 14-3 puis à celle sur l'Angleterre 5-0 et enfin l'Écosse 3-0. Il perd contre la France 0-3 le 27 février 1954,. Il dispute son dernier test-match contre l'équipe d'Afrique du Sud le 1er septembre 1956. 

## Statistiques en équipe nationale
- Nombre de test matchs avec les Blacks : 20 (2 comme capitaine)
- Nombre total de matchs avec les Blacks : 63 (6 comme capitaine)
- Test matchs par année : 4 en 1949, 4 en 1950, 3 en 1951, 2 en 1952, 1 en 1953, 4 en 1954, 2 en 1956